# Cubocephalus atriclunis
Cubocephalus atriclunis là một loài tò vò trong họ Ichneumonidae.